# Nesoet-bit-naam
De nesoet-bit-naam, troonnaam of praenomen vormt een deel van de koningstitels van de farao's van Egypte.

## Verschijning en betekenis
De naam bestaat uit de titel "koning van Opper- en Neder-Egypte" (nswt bit) en een reeks hiërogliefen omringd door een ring van touw of een Cartouche. De ring moest de kosmos symboliseren.. De titel bestaat uit een plant (een zegge), het symbool van Opper-Egypte en de bij van Neder-Egypte. 
Een variant van de naam "koning van Opper- en Neder-Egypte" was "Heer van de twee landen" (nb tawy). Bestaande uit een kom (nb, heerser) en twee rechthoeken (tA, land). Een andere variant was "Schone god" (nTr-nfr). Bestaande uit het teken van god (nTr) en een longpijp (nfr). 

## Geschiedenis

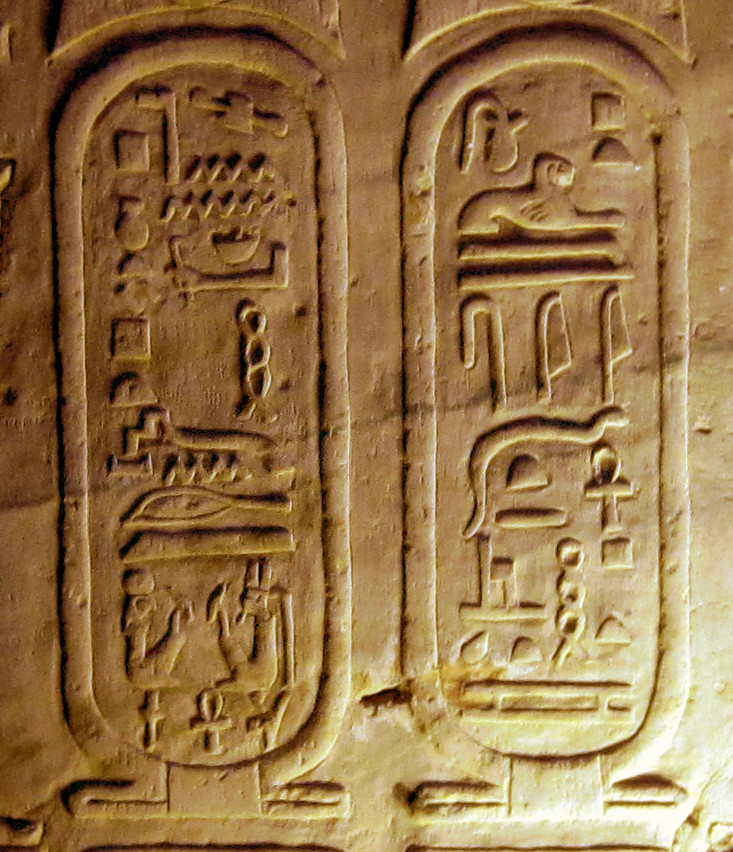
Lange cartouches van Ptolemaeus XII Neos Dionysos te Kom Ombo

Voor de 4e dynastie van Egypte was de Serech de belangrijkste naam. De titel "Koning van Opper- en Neder-Egypte werd niet altijd voor de naam of cartouche geschreven. De titel "Koning van Opper- en Neder-Egypte" wordt voor het eerst geattesteerd op een ivoren label van koning Semerchet.. 
Pas in de 5e dynastie van Egypte werd de titel en de serech na elkaar geschreven. Deze traditie zou voort blijven duren tot in de Romeinse tijd.
In de cartouche werd de belangrijkste teken eerst geschreven, zoals bijvoorbeeld bij de naam van farao Sahoere. Het teken van de zonnegod (ra) eerst geschreven dan de overige tekens.
Vanaf het Oude Rijk werd de god Ra vaak vermeld in de koningsnamen. In de 19e dynastie van Egypte werd er frequent de term "Gekozen door Ra" (stp-n-ra) in de cartouche geschreven, een traditie die alle koningen tot aan de 23e dynastie van Egypte in hun devies voerden. Vanaf Ptolemaeus III euergetes I werd de troonnaam veel langer en bestond het uit meerdere religieuze zinnen als: "Gekozen door Ptah", "Krachtig is de ziel van Re", "Levend beeld van Amon" enzovoorts.

## Voorbeelden
Enkele voorbeelden ter illustratie van de nesoet-bit-naam:

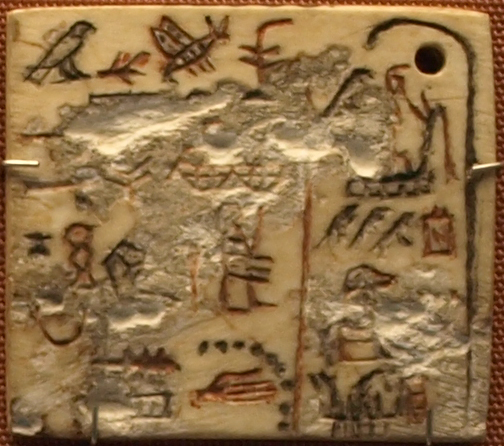
Ivoren label van Semerchet, farao van de 1e dynastie van Egypte.
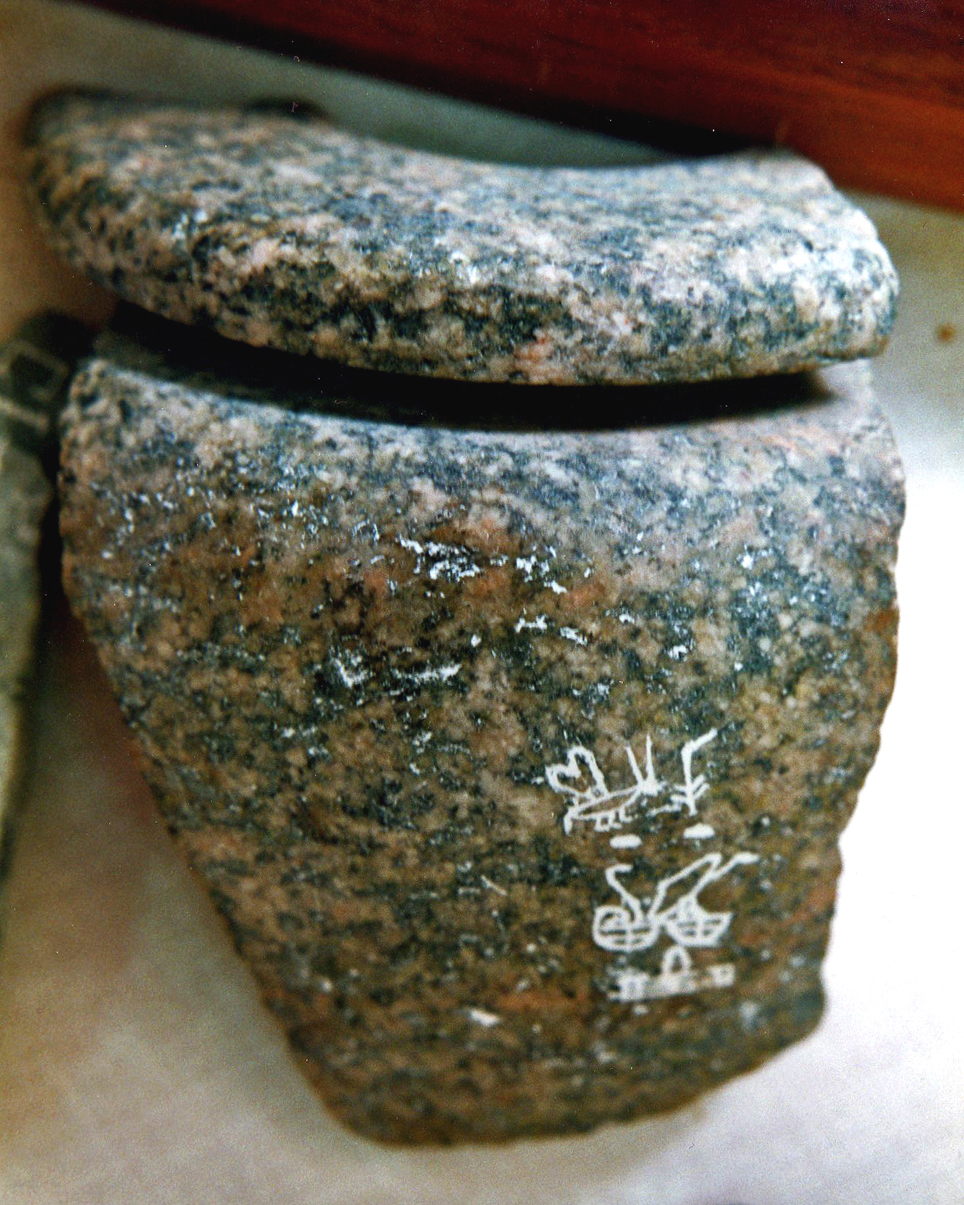
Deel van een aardewerken vaas van Hotepsechemoei, farao van de 2e dynastie van Egypte.
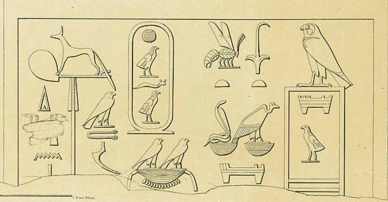
Inscriptie van koning Choefoe, farao van de 4e dynastie
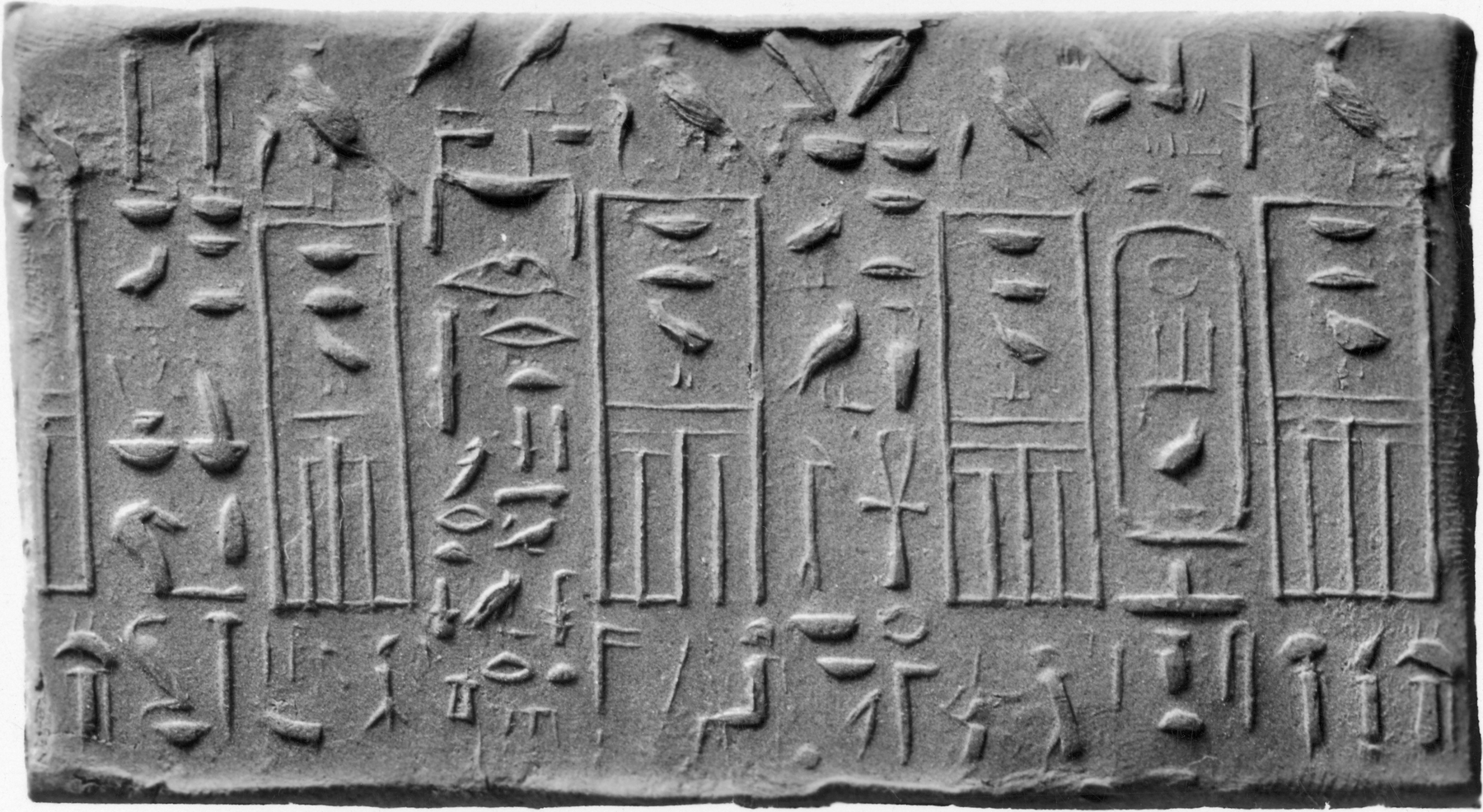
Uitrol van een zegelring van Sahoere, farao van de 5e dynastie
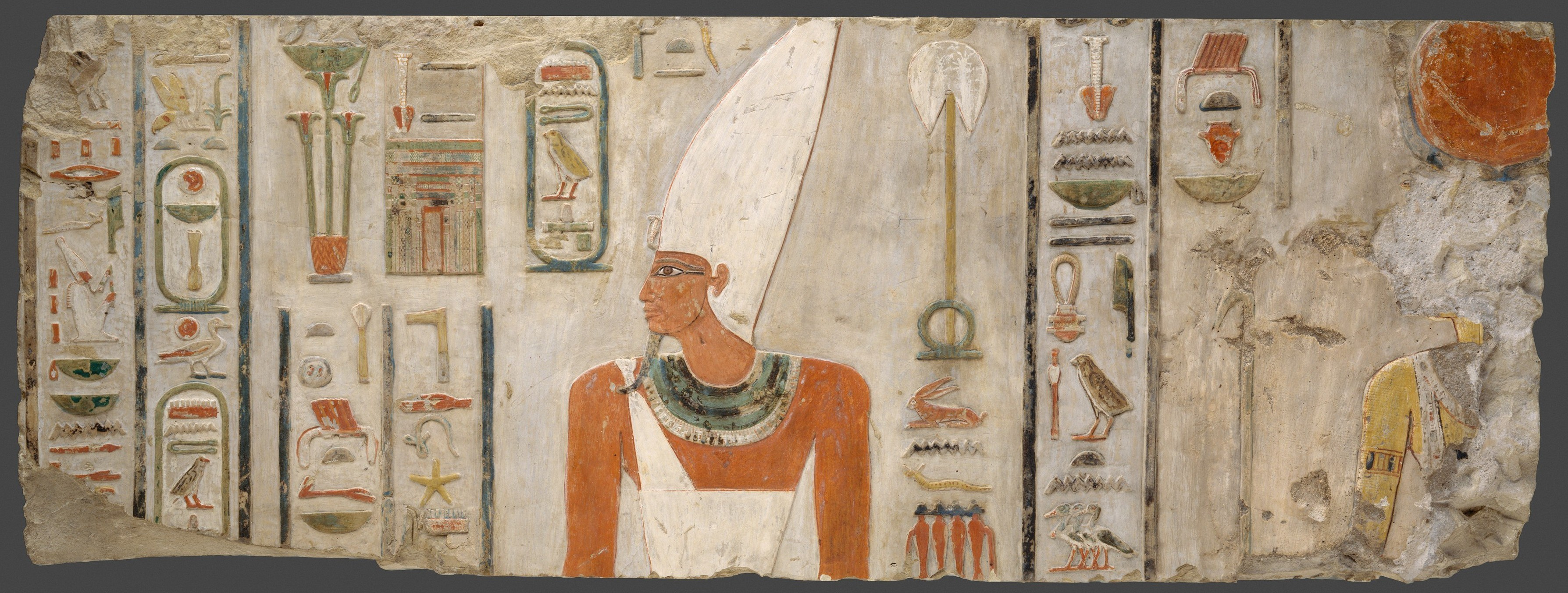
Inscriptie van Mentoehotep II, farao van de 11e dynastie van Egypte
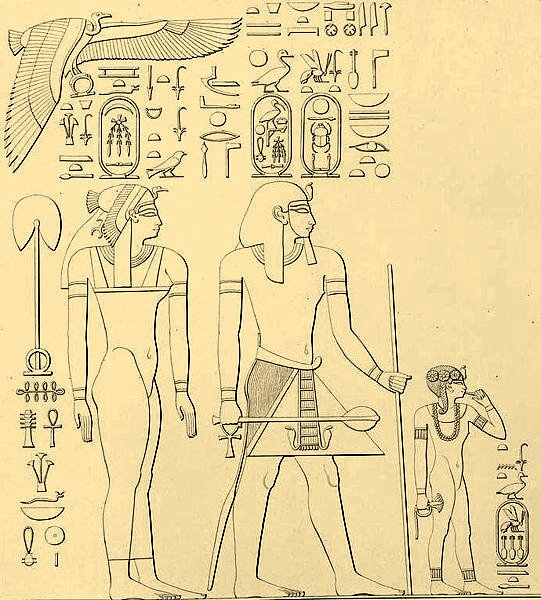
Inscriptie van Thoetmoses I, farao van de 18e dynastie van Egypte
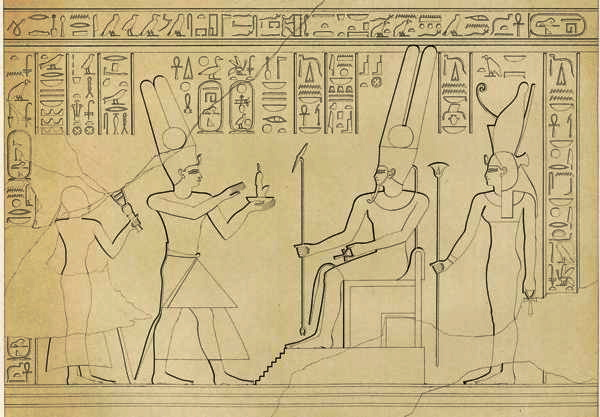
Inscriptie van Taharqa, farao van de 25e dynastie van Egypte
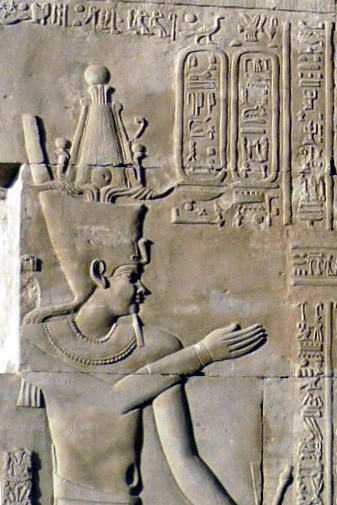
Inscriptie in de tempel van Kom Ombo van Ptolemaeus VIII Euergetes II, farao van de Ptolemaësche dynastie